# Liga dos direitos do homem
A Liga francesa para a defesa dos direitos do homem e do cidadão (em francês: Ligue française pour la défense des droits de l'homme et du citoyen), geralmente chamada apenas de Liga dos direitos do homem (Ligue des droits de l'homme ou LDH), é uma associação de ONGs de direitos humanos para observar, defender e promulgar os direitos humanos na República Francesa em todas as esferas da vida pública. A LDH é membro da Federação Internacional de Direitos Humanos (FIDH).

## História
A Liga foi fundada em 4 de junho de 1898 pelo republicano Ludovic Trarieux para defender o capitão Alfred Dreyfus, um judeu injustamente condenado por traição - isso seria conhecido como o Caso Dreyfus.
Um dos fundadores Ludovic Trarieux, foi presidente de 1898 a 1904. 
Dissolvido pelo regime anticomunista de Vichy durante a Segunda Guerra Mundial, foi clandestinamente reconstituído em 1943 por um comitê central incluindo Pierre Cot, René Cassin e Félix Gouin. A LDH foi refundada após a Libertação. Paul Langevin, que recentemente ingressou no Partido Comunista Francês (PCF), tornou-se seu presidente. Oposto à Guerra da Argélia e ao uso massivo de tortura pelo exército francês, o LDH convocou manifestações contra o golpe de Estado de 1961 em Argel.

## Século XXI
A LDH opôs-se à lei de 23 de fevereiro de 2005 sobre o "papel positivo da colonização", que foi acusada de fazer parte de um discurso revisionista. O presidente Jacques Chirac finalmente aprovou a lei, que havia sido votada pela maioria de sua UMP, revogada no início de 2006. A LDH também se posicionou a favor do reconhecimento do direito de voto dos estrangeiros nas eleições locais de final de dezembro de 2005. Além disso, participa do movimento de prisioneiros organizado desde 1970 pelo GIP (Groupe d'information sur les prisons , Grupo de Informação sobre Prisões), fundado por Michel Foucault e Daniel Deferre. A LDH também apoia o ex-ativista italiano Cesare Battisti e o americano Ira Einhorn. A LDH também se opôs às políticas de Nicolas Sarkozy, que considera "repressivas". Em seu relatório de 2003, declarou que "desde a Guerra da Argélia, nunca vimos um retrocesso tão forte dos direitos humanos na França".
A LDH apresentou uma queixa no final de 2005 relativa a um voo da CIA que aterrou no aeroporto de Le Bourget no âmbito da chamada "guerra ao terror". 
No final de 2004, a LDH contava com 7 487 membros, organizados em 309 seções locais e 57 federações. Em 1932, podia orgulhar-se de 170 000 membros.